# Peganum mexicanum
Peganum mexicanum là một loài thực vật có hoa trong họ Nitrariaceae. Loài này được A. Gray mô tả khoa học đầu tiên năm 1852.